# 8. (dalmatinski) korpus NOVJ
Za druge 8. korpuse glejte 8. korpus.
8. (dalmatinski) korpus NOVJ je bil korpus v sestavi NOV in POJ.

## Organizacija
1943
- štab
- 9. divizija NOVJ
- 19. divizija NOVJ
- 20. divizija NOVJ
- 26. divizija NOVJ

## Poveljstvo
- Vicko Krstulović 7. oktober 1943
- Pavle Ilić 15. december 1943
- Petar Drapšin 31. oktober 1944